# Люсьен Эрве
Люсьен Эрве, собственно Ласло Элкан (фр. Lucien Hervé, венг. Elkán László; 7 августа 1910, Ходмезёвашархей, Австро-Венгрия — 26 июня 2007, Париж) — французский фотограф венгерского происхождения.

## Биография
Родился в семье богатого торговца. В десятилетнем возрасте потерял отца.
В 1928 году уехал в Вену учиться экономике и рисованию.
В 1929 году перебрался в Париж к брату и остался во Франции. Сменил несколько занятий, принимал участие в забастовочной деятельности, вступил в ФКП (1934). В 1937 году получил французское гражданство.
В 1938 году был исключен из ФКП, тогда же начал заниматься фоторепортажем для журналов.
С 1939 года — в рядах французской армии, в 1940 году попал в плен под Дюнкерком. В лагере стал заниматься живописью, был связным между лагерем и отрядами Сопротивления.
В 1941 году был арестован гестапо за подпольную деятельность в лагере, бежал, присоединился к маки. В партизанском отряде взял псевдоним Люсьен Эрве, под которым прожил всю жизнь.
С 1943 года — снова в ФКП, направлен в Париж для деятельности в рядах Национального движения пленных и депортированных. Встречался с Дэн Сяопином, нарисовал его портрет. В 1946 году провёл три месяца в Будапеште с консульской миссией. В 1947 году вновь исключен из ФКП. Вернулся к фотографии, писал для журналов статьи об искусстве.
В 1949 году познакомился с Матиссом и Ле Корбюзье, стал фотографом последнего и работал с ним до самой его смерти. Также работал с А. Аалто, О. Нимейером, Кэндзо Тангэ и другими архитекторами.
С 1955 года по контрактам работал как фотограф в Азии, Греции, США, Латинской Америке, Африке. Помимо архитектурной фотографии, создавал портреты (в том числе — Ле Корбюзье), абстрактные композиции, занимался коллажем.
1970-е—1980-е годы — период широкого признания работ Эрве. В 2004 году он учредил премию для профессиональных молодых фотографов, она вручается каждые два года и носит имя Люсьена Эрве и его сына Родольфа (1957—2000).

## Известность и признание
- кавалер ордена Почётного легиона (1992),
- кавалер Ордена Искусств и литературы (1994),
- член Венгерской академии искусства и литературы (2001),
- лауреат многих национальных премий.

Только в 2000-х годах его персональные выставки прошли в Брешии, Брюсселе, Париже, Гавре, Будапеште, Токио, Лиссабоне и других городах. О фотографе снято несколько документальных фильмов.